# Митрополит Молдавський
Митрополи́т Молда́вський (рум. mitropolit al Moldovei) — титул голови Молдавської митрополії православної церкви. Вперше згадується у історичних документах від вересня 1386 року. Визнаний 26 червня 1401 року Константинопольським патріархом, який відтоді став висвячувати молдавських митрополитів. Першою митрополичою резиденцією були Радівці; в часи молдавського воєводи Александру І Доброго її перенесли до Сучави, столиці Молдавії, а в середині XVII ст. — до Ясс, нової столиці. До юрисдикції молдавських митрополитів належала територія усього Молдавського князівства, проте внаслідок анексії Буковини Австрією (1774) і Бессарабії Росією (1812) вони втратили контроль у анексованих землях. 
Після проголошення Православної церкви Румунії (1865) і визнання її Константинополем (1885) молдавські митрополити стали одними із головних ієрархів Румунського королівства; їх висвячували румунські патріархи. Від 1950 року молдавські митрополити очолюють митрополію Молдавську і Сучавську, а з 1990 року — митрополію Молдавську і Буковинську. Румунську церкву на теренах сучасної Молдови (колишньої Російської Бессарабії) очолють митрополити Бессарабські.

## Назва
- Митрополит Молдавський — за назвою юрисдикції.
- Митрополит Радівецький, або архієпископ Радівецький — колишній титул за назвою головної кафедри, до XV ст.
- Митрополит Сучавський, або архієпископ Сучавський — колишній титул за назвою головної кафедри, до середини XVII ст.
- Митрополит Ясський — колишній титул за назвою головної кафедри.
- Митрополит Молдавський і Сучавський — колишній титул в Румунській православній церкві у 1950—1990 роках.
- Митрополит Молдавський і Буковинський — сучасний титул в Румунській православній церкві з 1990 року.
- Архієпископ Ясський — один із сучасних титулів митрополита в Румунській православній церкві.

## Список
- 1453—1477: Теоктист I
- 1977—1986: Теоктист (Арепашу), архієпископ Ясський, митрополит Молдавський і Сучавський.
- з 2008: Теофан (Саву), архієпископ Ясський, митрополит Молдавський і Буковинський.